# Kuvasz
Kuvasz är en hundras från Ungern. Den är en  vaktande herdehund (boskapsvaktare).

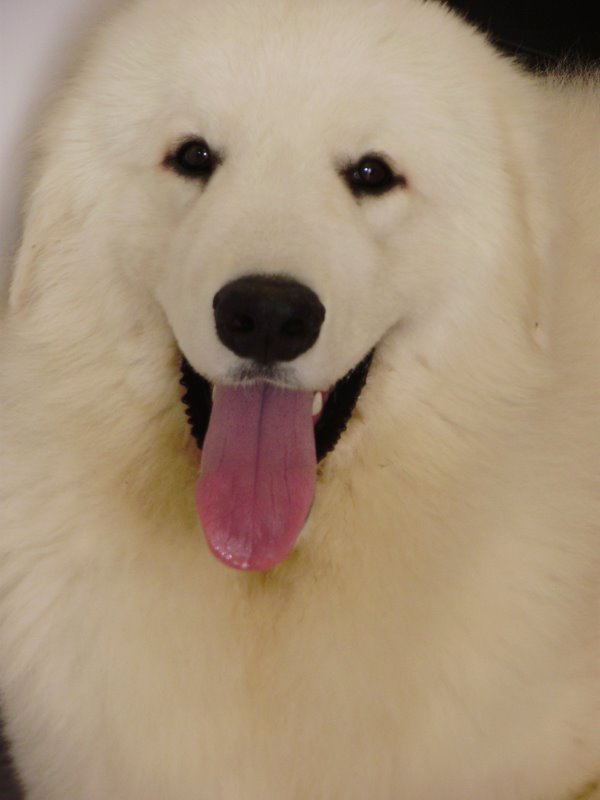

## Historia
Kuvasz är tillsammans med slovenský cuvac och polski owczarek podhalanski en av tre nationella varianter av den vita herdehunden från Tatrabergen och Karpaterna. Dessa har likheter med andra stora vita herdehundar från olika bergstrakter i Turkiet och olika håll i Europa. Kuvasz tros komma från ett turkiskt ord för vakt. Kuvasz är känd i Ungern sedan medeltiden där den funnits i en bergsvariant och en pustavariant. Den ungerske kungen Mattias I Corvinus (1443-1490) höll dem vid hovet. Äldsta avbildningen är från 1815.
Historiskt har den varit en arbetande hund och främst användes den som vakthund mot rovdjur och tjuvar. Hundar med ljus färg ansågs i dessa sammanhang vara en fördel, eftersom det gjorde det möjligt att skilja hunden från ett hot, som till exempel en varg, även nattetid.
1905 skrevs en rasstandard och stambok började föras. Under andra världskriget decimerades rasen svårt. 1963 erkändes kuvasz av Fédération Cynologique Internationale (FCI). Till Sverige kom rasen första gången 1969.

## Egenskaper
Kuvaszen är en hund som har uppskattats för egenskaper som mod och vaktinstinkt. Vaktinstinkten, ett arv från dess bakgrund som arbetande hund, är fortfarande en noterbar egenskap hos rasen. För en sällskapshund och familjehund, som den idag blir allt populärare som, är vaktinstinkten något som ägaren behöver vara medveten om och tidig socialisering och fast uppfostran behövs. Kuvaszen är en till sin natur självständig hund, men trogen och beskyddande mot vad den uppfattar som dess flock.

## Utseende
Den är en stor, vit hund med en medellång, tät päls. Svansen och baksidan av benen har längre päls, medan pälsen på huvudet, öronen, frambenens framsida och tassarna är kortare. Täckhåren är grova och vågiga, underullen är finare och mjukare.  Den har en lättskött päls, den vård som behövs är att pälsen kammas ut med jämna mellanrum. Rasen fäller mycket.